# Hrekivka, Kreminna
Hrekivka (în ucraineană Греківка) este un sat în comuna Makiivka din raionul Kreminna, regiunea Luhansk, Ucraina.

## Demografie
Componența lingvistică a localității Hrekivka
     Ucraineană (92,45%)
     Rusă (7,55%)
Conform recensământului din 2001, majoritatea populației localității Hrekivka era vorbitoare de ucraineană (92,45%), existând în minoritate și vorbitori de rusă (7,55%).